# Chérie, je me sens rajeunir
Pour les articles homonymes, voir Monkey Business.
Pour plus de détails, voir Fiche technique et Distribution.
Chérie, je me sens rajeunir (Monkey Business) est un film américain réalisé par Howard Hawks sorti en 1952.

## Synopsis
Barnaby Fulton est un chimiste très préoccupé par une formule qu'il ne trouve pas : cela a des incidences sur ses soirées avec sa femme Edwina.
Au laboratoire, un des chimpanzés, ayant un âge correspondant à 84 de nos années, se comporte comme un tout jeune animal. Il s'agit en effet d'une expérience sur l'âge en général et le rajeunissement en particulier. L'espoir est grand quant à cette prochaine découverte, surtout pour le directeur Oxley, 70 ans, manifestement impressionné lorsque le chimpanzé en question, un mâle, s'approche très excité de la cage où se trouve une femelle. Comme l'espoir est grand de retrouver les forces de la jeunesse, Oxley se propose même comme premier cobaye humain.
Il s'avère ensuite que les habits des deux animaux avaient été échangés par erreur et donc que le singe très vivace était en fait la femelle de six mois. Un peu déçu, Barnaby continue ses mélanges chimiques et autres expérimentations. Seule un moment, la guenon s'amuse à concocter elle aussi une mixture, qui finit dans le distributeur d'eau. À son retour et malgré le conseil contraire d'un de ses collègues, Barnaby teste son dernier mélange. Comme celui-ci a mauvais goût, il boit de l'eau du distributeur. Il faut quelques minutes pour observer les premiers changements chez Barnaby. Il n'a notamment plus besoin de porter ses lunettes. Il quitte le bureau et commet quelques excentricités pour un homme de son âge : il emmène par exemple la secrétaire Lois Laurel en vadrouille. Puis tout revient à la normale : il perd sa jeunesse retrouvée pendant quelques heures.
Edwina le rejoint au laboratoire puis en arrive à boire également le nouvel élixir, suivi d'un verre d'eau. Elle retombe à son tour en enfance et emmène son Barnaby dans l'hôtel de leur lune de miel. La nuit se termine mal pour lui. Le lendemain, les effets ont disparu chez Edwina.
Plus tard au laboratoire, ils prennent tous les deux du café préparé avec l'eau de la fontaine de jouvence. La sarabande recommence. D'abord avec le conseil d'administration dont ils sapent la séance. Puis à la maison où, d'une part, une Edwina endormie se réveillera à côté d'un bébé qu'elle prendra pour son mari retourné vraiment en enfance et, d'autre part, Barnaby devient un peau-rouge avec des enfants du quartier qui vont ensemble scalper une victime toute désignée.
L'eau du distributeur est jetée après que le grand chef Oxley et les autres scientifiques en ont bu par erreur, puis tout peut rentrer dans l'ordre avec le retour de chacun à la normale.

## Fiche technique

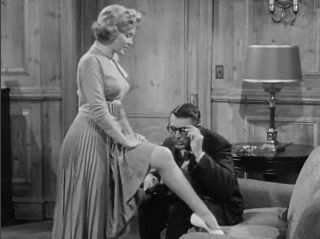
Marilyn Monroe et Cary Grant

- Titre original : Monkey Business ou Howard Hawk's Monkey Business pour éviter la confusion avec d'autres films portant le même nom
- Réalisation : Howard Hawks
- Scénario : Ben Hecht, Charles Lederer, I.A.L. Diamond, d'après une histoire de Harry Segall
- Photographie : Milton R. Krasner
- Musique : Leigh Harline
- Son : W. D. Flick et Roger Heman
- Montage : William B. Murphy (en)
- Costumes : Travilla et Charles Le Maire
- Production : Sol C. Siegel
- Société de production : 20th Century Fox
- Pays de production :  États-Unis
- Langue originale : anglais
- Durée : 92 minutes
- Format : 1:33, noir et blanc
- Dates de la sortie :
  - États-Unis : 5 septembre 1952
  - France : 24 décembre 1952
- Affiche : Boris Grinsson (France)

## Distribution
- Cary Grant (VF : Roger Tréville) : Barnaby Fulton
- Ginger Rogers (VF : Claude Daltys) : Edwina Fulton
- Charles Coburn (VF : Jean Toulout) : Oliver Oxley
- Marilyn Monroe (VF : Claire Guibert) : Lois Laurel
- Hugh Marlowe : Hank Entwhistle
- Henri Letondal (VF : Paul Bonifas) : le docteur Jerome Kitzel
- Robert O. Cornthwaite (VF : Jean-François Laley) : le docteur Zoldeck
- Larry Keating : G. J. Culverly
- Kathleen Freeman (VF : Marie Francey) : Mme Brannigan
- Douglas Spencer (VF : Jean Berton) : le docteur Brunner
- Esther Dale (VF : Odette Barencey) : Mme Rhinelander
- George Winslow (en) : un petit Indien

## Autour du film

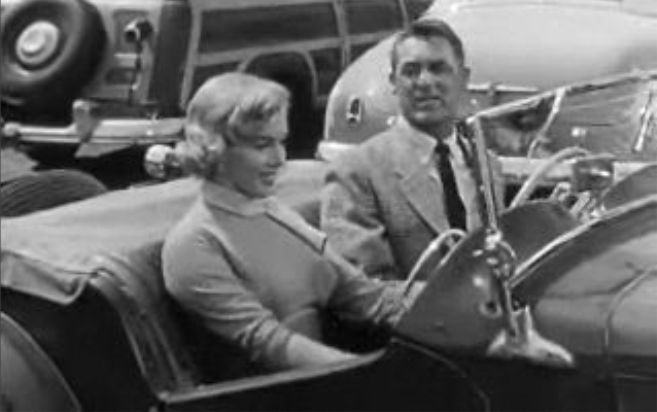
Marilyn Monroe et Cary Grant

- L'expression monkey business doit se comprendre comme combines ou singeries.
- Le film débute, pendant son générique, avec Cary Grant qui veut entrer trop tôt sur le plateau de tournage et qui se fait tout de suite arrêter par le metteur en scène : « Pas encore, Gary ! »[1] Cela lance immédiatement le ton quelque peu décalé et humoristique du film.
- Dans le film, selon le quiproquo important du scénario, c'est la guenon Esther qui incidemment invente la potion magique, mais dans la bande-annonce américaine c'est le mâle Rudolf qui est mentionné.

### Nouvelle grammaire en action
À partir des années 1940-1950, le cinéma hollywoodien chemine vers une plus grande concision rythmique, et une plus fine théâtralité des acteurs :
« Cette réduction quantitative des éléments, l'amenuisement de l'espace visuel et sonore par rapport à ces grands décors des années 1930, l'emploi moins grandiloquent et plus souple de la musique, ont fait subir à l'ensemble du cinéma hollywoodien une transformation stylistique. Des films comme Chérie, je me sens rajeunir ou La Captive aux yeux clairs de Hawks ou Le démon s'éveille la nuit de Lang (...) sont aujourd'hui de merveilleux archétypes de cette abstraction, de ce tour de vis donné non seulement au récit mais à toutes les composantes du film. »
— Jean-Claude Biette, Poétique des auteurs, p. 117.